# Марковська Лідія Захарівна
Лі́дія Заха́рівна Марко́вська (2 листопада 1958, село Холодець, тепер Волочиського району Хмельницької області) — українська радянська діячка, ланкова колгоспу імені Дзержинського Волочиського району Хмельницької області. Депутат Верховної Ради УРСР 11-го скликання.

## Біографія
Освіта середня.
З 1975 року — колгоспниця, з 1984 року — ланкова колгоспу імені Дзержинського села Холодець Волочиського району Хмельницької області.
Потім — на пенсії в селі Холодець Волочиського району Хмельницької області.

## Нагороди
- ордени
- медалі